# Federazione pallavolistica dell'Iran
La Federazione iraniana di pallavolo (per. فدراسیون والیبال ایران, eng. Islamic Republic of Iran Volleyball Federation) è un'organizzazione fondata nel 1945 per governare la pratica della pallavolo in Iran.
Organizza il campionato maschile e femminile, e pone sotto la propria egida la nazionale maschile e femminile.
Ha aderito alla FIVB nel 1959.